# Overvoorde

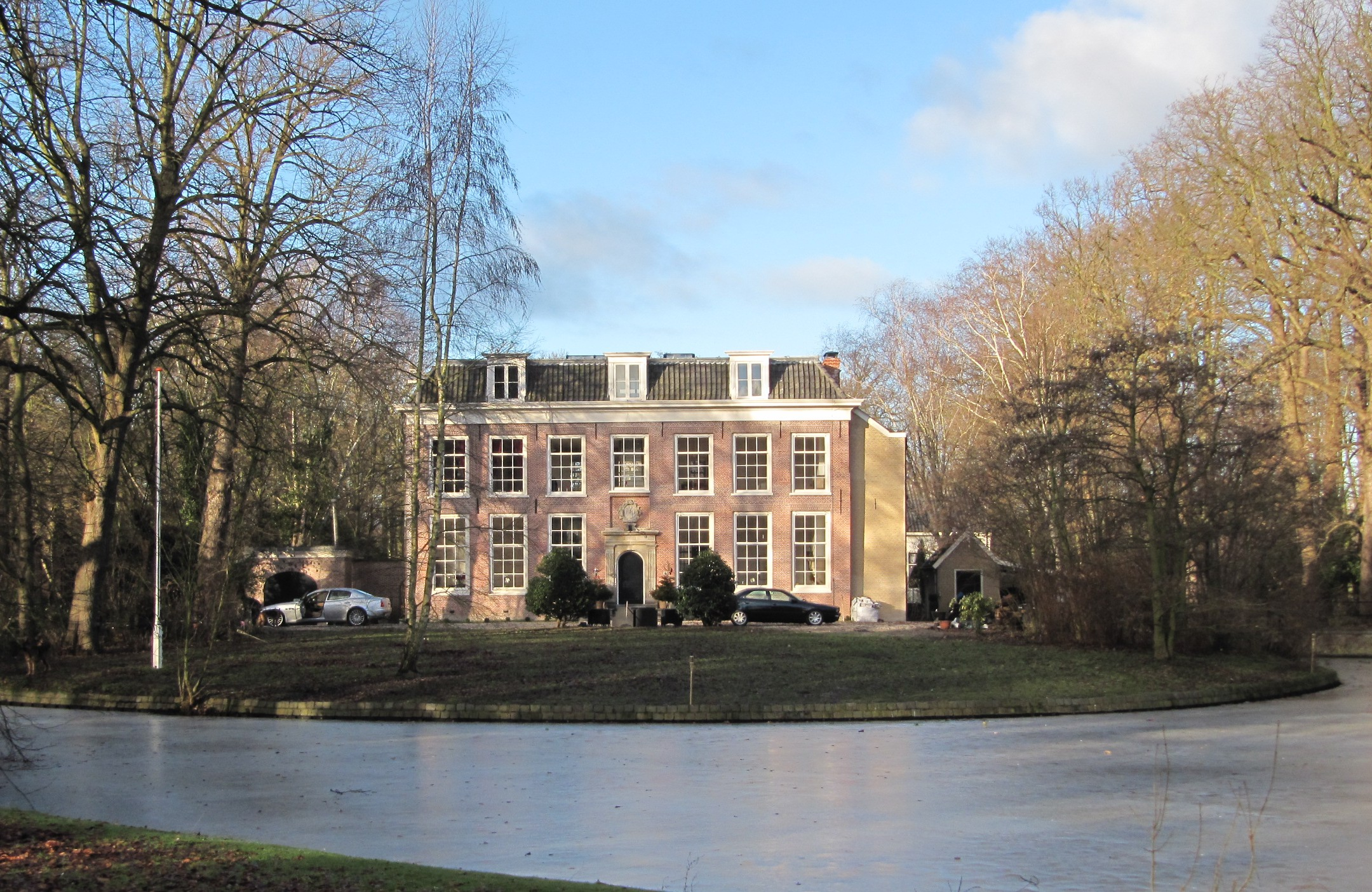
Overvoorde

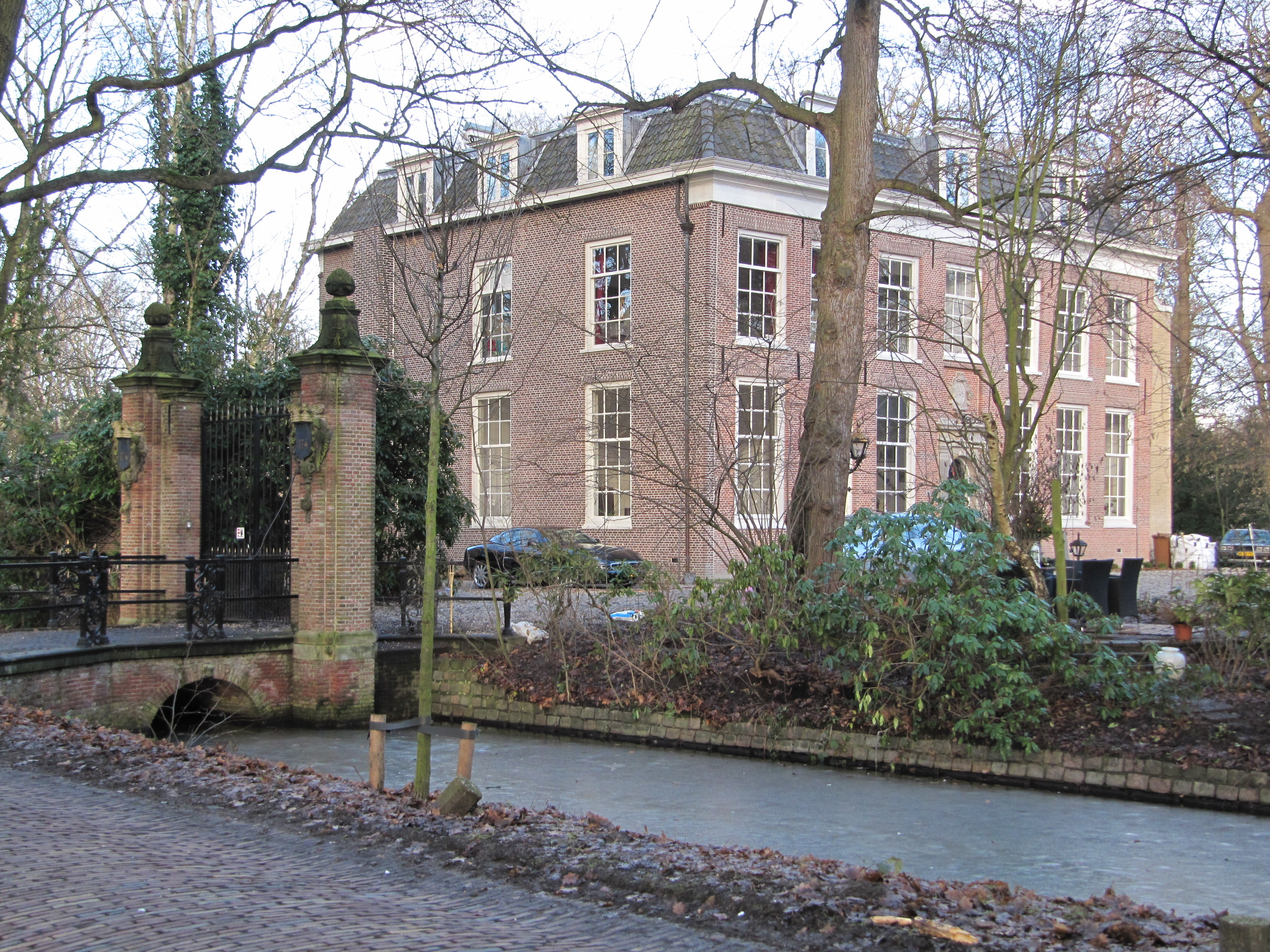
Overvoorde

Overvoorde ist ein Buitenplaats (Sommerresidenz für wohlhabende Städter) in dem niederländischen Ort Rijswijk (Gemeinde Süd-Holland).
Das Landhaus steht auf einer 6 Hektar großen Insel, die die Form eines Wappens besitzt und über monumentale Zugangsbrücken zugänglich ist. Das Gebäude stammt aus dem Jahr 1623 und wurde im 18. und 19. Jahrhundert radikal umgebaut. Das Haus ist restauriert (Gewinner des Denkmalpreises der Gemeinde 2010). Das Anwesen wurde im englischen Landschaftsstil angelegt und hat einen großen alten Baumbestand. Das Landhaus, die Brücken aus dem Jahr 1722 und der Park sind Rijksmonumenten (Nationaldenkmäler). Der Park rundum die Insel ist öffentlich zugänglich und gehört zu den öffentlichen Parks Overvoorde, De Voorde und Steenvoorde.

## Geschichte
Schon im 12. Jahrhundert lebte eine Adelsfamilie mit dem Namen Overvoort in Rijswijk. Später trugen Welgeborenen (auf Deutsch: Wehrbauer) diesen Namen. Das Anwesen bekam den Namen Overvoorde erst zu Beginn des 17. Jahrhunderts. Vermutlich stammt der Name von dem mittelalterlichen Rittergut Overvoorde, das 1289 an die Abtei Rijnsburg übertragen wurde.
1559 erwarb der damalige Bürgermeister von Delft, Jan Jacobsz van Hogenhouck, einen Teil des Grundstücks. Van Hogenhoucks Tochter Alide heiratete Jacob Ewoutsz. van der Dussen, ebenfalls ein Gemeindemitglied von Delft. 1623 ließ ihr Sohn Ewout van der Dussen, der wie sein Vater und Großvater ein hochrangiges Gemeindemitglied war, ein Herrenhaus errichten und nutzte das Grundstück als Sommerresidenz, der er den Namen Overvoorde gab. Das Landgut blieb bis 1777 in den Händen der Familie Van der Dussen und wurde anschließend an Jacob van Vredenburch (1744-1814) vererbt. Van Vredenburch vergrößerte das Landgut mit dem angrenzenden Buitenplaats Outshoorn. Er errichtete zudem die Sommerresidenz De Voorde und kaufte 1802 das angrenzende Anwesen Steenvoorde. Jacobs Sohn Johan Willem, der erste Bürgermeister von Rijswijk nach der napoleonischen Ära, hat dem Anwesen seinen Stempel aufgedrückt. Auch heutzutage ist das Aussehen des Hauses weitgehend auf Johan Willem zurückzuführen.
Overvoorde blieb bis 1931 im Besitz der Familie Van Vredenburch. 1921 mietete Jac. van Ginneken das Gebäude, um dort die frisch gegründete Lekencongregatie (auf Deutsch: Laiengemeinschaft) Vrouwen van Nazareth unterzubringen, 1926 zog die Gruppe in das nahegelegene Landhaus De Voorde. 1931 kaufte die Gemeinde Den Haag das leer stehende Haus. An der Zugangsbrücke zum Landhaus wurde das Wappen der Familie Van Vredenburch durch das Wappen der Gemeinde Den Haag ersetzt. Im Zweiten Weltkrieg bauten die Deutschen Bunker in dem Park, den Bunkercomplex Overvoorde, von denen einige auch nach dem Krieg von der Bescherming Bevolking (zu Deutsch: Bevölkerungsschutz) genutzt wurden. In dem Park befindet sich heute das Museum Bescherming Bevolking.
Nach dem Zweiten Weltkrieg wurde das Landhaus Overvoorde zum Jugendzentrum und Konferenzort. Mittlerweile ist das Landhaus in den Privatbesitz der Familie Van Vredenburch zurückgekehrt und wird wieder bewohnt. Auch das Familienwappen ziert nun wieder die Zugangsbrücke. Im Jahr 2000 verkaufte die Gemeinde Den Haag den Park an die Gemeinde Rijswijk. Der Bunkerkomplex wurde teilweise geräumt und umfunktioniert.